# Yakiniku

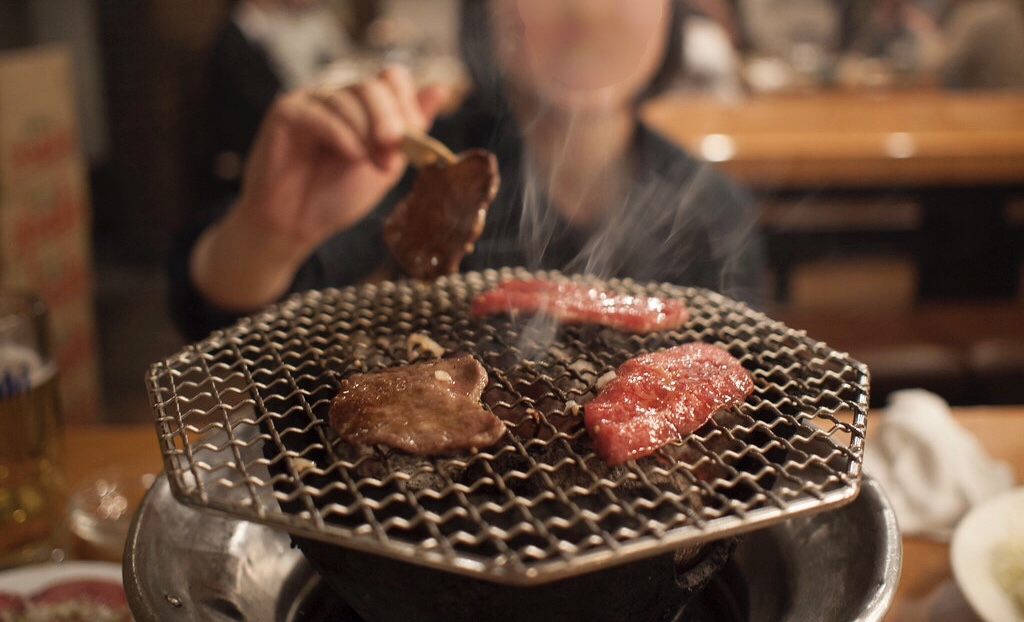
Yakiniku

Yakiniku (焼き肉 ou 焼肉), que significa "carne grelhada", é um termo japonês que, em seu sentido mais amplo, refere-se a pratos com carne grelhada. O "yakiniku" originalmente se referia ao "churrasco" que foi dado por um escritor japonês, "Robun Kanagaki (仮名垣魯文)" em seu livro, "Seiyo Ryoritsu (que significa "manual da comida ocidental")", em 1872 (Período Meiji). A carne tem sido comida no Japão desde o período Jomon. No entanto, a ascensão do budismo tornou tabu comer carne e consequentemente algumas pessoas teorizaram que a carne desapareceu da mesa do período Edo. O termo "yakiniku" associou-se com a culinária derivada da coreana durante o início do período Showa.  Devido à Guerra da Coreia, os restaurantes coreanos no Japão foram divididos em norte coreanos (Chōsen) e sul coreanos (Kankoku). Os "restarantes de yakiniku" surgiram como um termo politicamente correto para se referir a restaurantes de ambos os tipos.
Hoje, ele geralmente se refere à carne em pedaços pequenos cozinhados ao estilo japonês (normalmente carne bovina, víscera e verduras em grelhas ou frigideiras) sobre a chama de carvão de madeira carbonizada por destilação seca (sumibi, 炭火) ou grelha à gás ou elétrica. Na América do Norte, China continental e Taiwam, o yakiniku também se refere ao churrasco japonês enquanto no Japão a origem se tornou um assunto a ser debatido, visto que ele tradicionalmente é considerado como culinária coreana. Em 2002, o programa da NHK Ningen Kouza (NHK人間講座, literalmente Aula sobre humanidade da NHK ) afirmou: Enquanto alguns tendem a pensar que o yakiniku veio da Coreia, elas nasceu no Japão do pós-guerra." No entanto, há aqueles que dizem que apesar de o yakiniku ter começado no Japão, eles acreditam que foi feito pela primeira vez por zainichi da Coreia e devem portanto ser considerados como da culinária coreana. 
O yakiniku  é uma variante do bulgogi que foi modificada por coreanos zainichi (coreanos no Japão) para ter mais apelo ao gosto dos japoneses. O estilo atual dos restaurantes de yakiniku também derivam dos restaurantes coreanos de Osaka e Tóquio que abriram por volta de 1945.
Em um restaurant de yakiniku, os clientes pedem alguns tipos de ingredientes crus preparados (individualmente ou em conjunto) que são trazidos à mesa. Os ingredientes são cozinhados pelos clientes em uma grelha construída na mesa durante a duração da refeição, algumas peças por vez. Os ingredientes são mergulhados em molhos conhecidos como tare antes de serem comidos. O molho mais comum é feito de molho de soja misturado com saquê, mirin, açúcar, alho, suco de fruta e gergelim. Molhos a base de alho e chalota ou missô são usados algumas vezes. Diferentes tipos de acompanhamentos coreanos como kimchi, nameul, bibimbap também são servidos juntos.

## História

### Etimologia

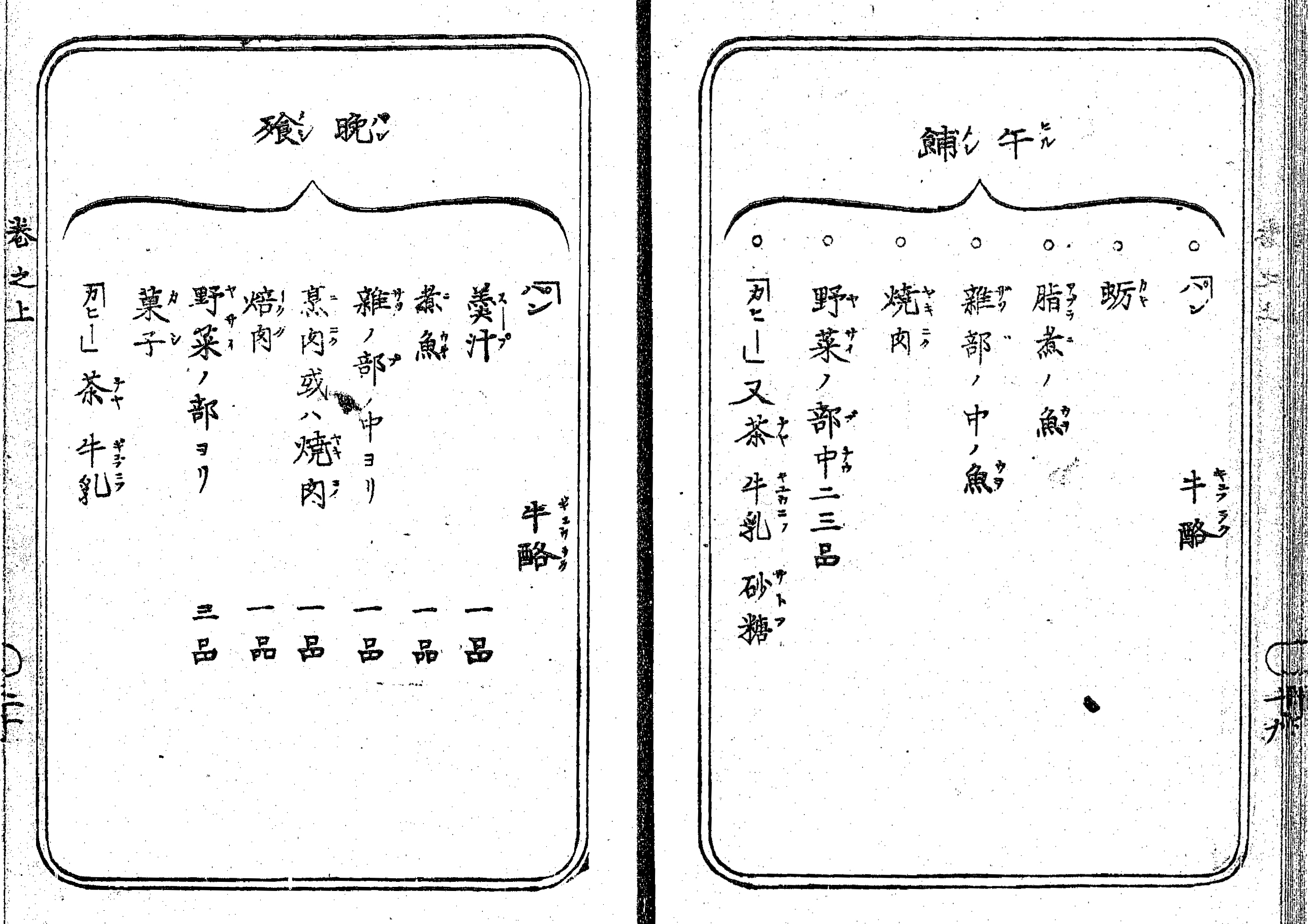
Menus ocidentais no Seiyō Ryōri Shinan (1872) recomendavam um prato de carne fria para o café-da-manhã, yakiniku para o almoço e um yakiniku ou prato de carne assada para o jantar.

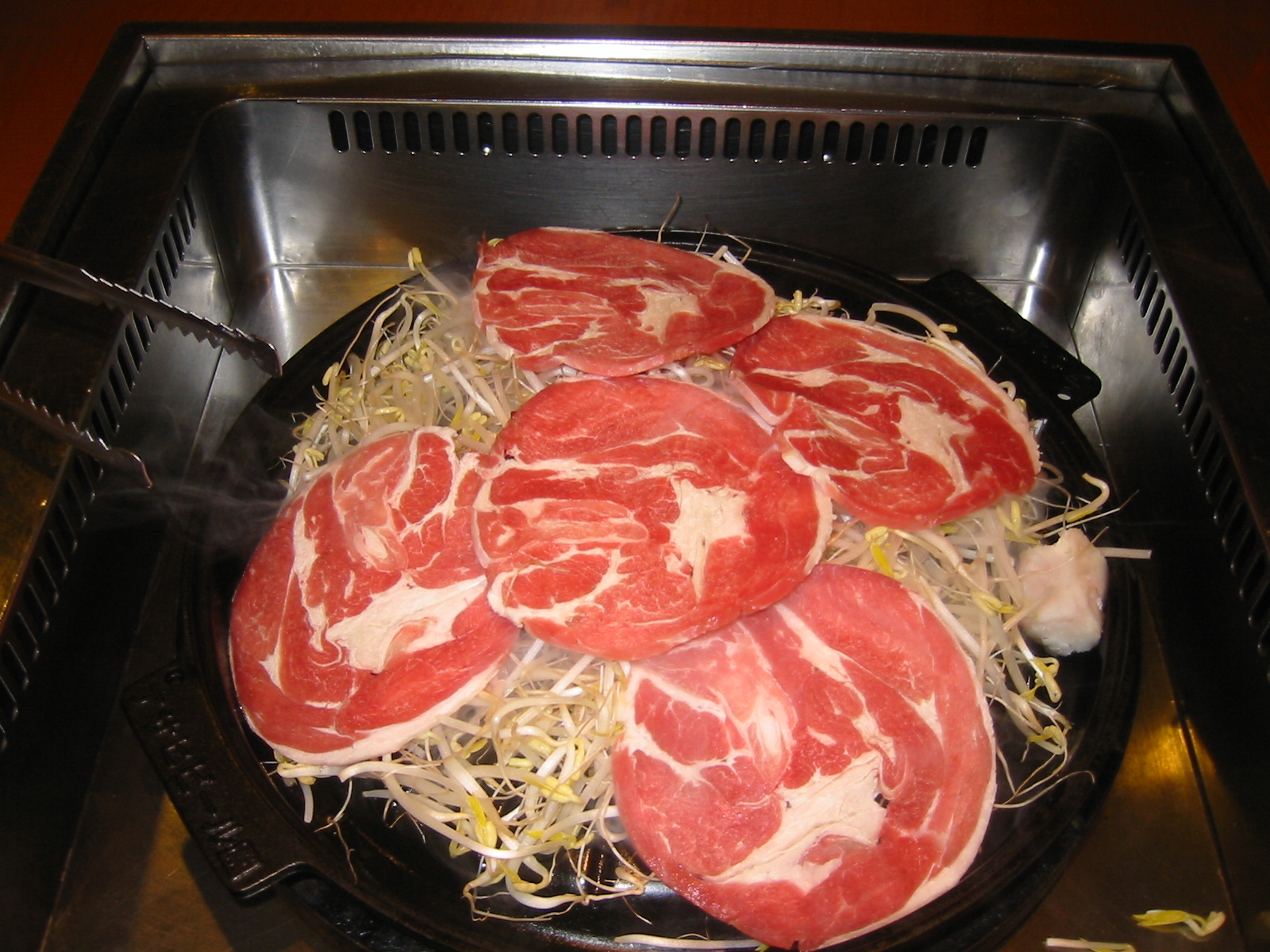
Jingisukan.

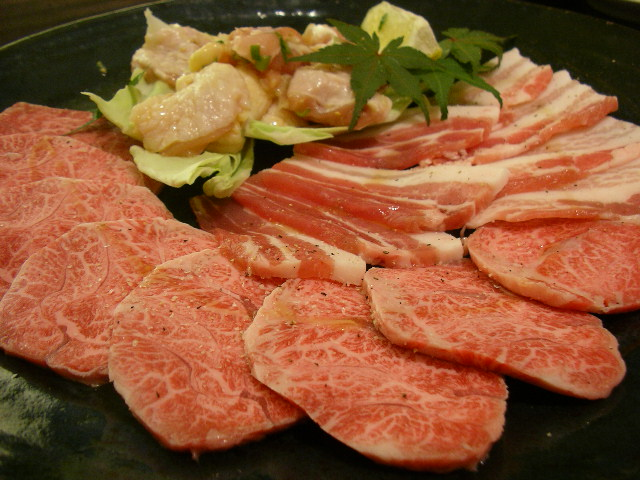
Carne para yakiniku.

Após ser oficialmente proibido por muitos anos, o consumo de carne bovina foi legalizado em 1871, após a Restauração Meiji  como parte de um esforço para introduzir a cultura ocidental no país.  O Imperador Meiji tornou-se parte de uma campanha para promover o consume de carne bovina, comendo um bife publicamente em 24 de janeiro de 1873. Bife e carne assada foram traduzidos como yakiniku (焼肉) eiriniku (焙肉), respectivamente, como os menus ocidentais propostos no Seiyō Ryōri Shinan publicado em 1872, embora o uso da primeira palavra foi eventualmente substituído pela palavra sutēki.
Jingisukan (ja:ジンギスカン, a transliteração japonesa de Genghis Khan), é um estilo de grelha de carneiro que também é um tipo de yakiniku. O prato foi concebido em Hokkaido, onde desde estão é um popular prato de trabalhador, mas que apenas recentemente ganhou uma popularidade nacional. Fala-se que o nome Jingisukan foi inventado Tokuzo Komai, nascido em Hokkaido, que se inspirou em pratos de carneiro grelhados da Manchúria. A primeira menção escrita ao prato sob este nome foi em 1931.

### Origem
O estilo japonês comum de yakiniku, pegando influências de pratos coreanos como o bulgogui e galbi, se espalhou pelo Japão durante o século XX, mais notadamente após a Segunda Guerra Mundial. Os restaurantes que serviam o prato se anunciavam como horumonyaki (ja:ホルモン焼き, grelha de vísceras) ou simplesmente Joseon (朝鮮料理, chōsen ryori). A divisão da península coreana levou a desacordos em meados da década de 1960 sobre o nome da "culinária coreana", com os negócios pró-Sul mudando suas placas para "kankoku ryori (韓国料理)" (após a  República da Coreia) ao invés de manter o termo chōsen (Joseon), o nome da antiga e unida Coreia, que a partir de então tinha sido apropriado pela Coreia do Norte.

## Ingredientes típicos

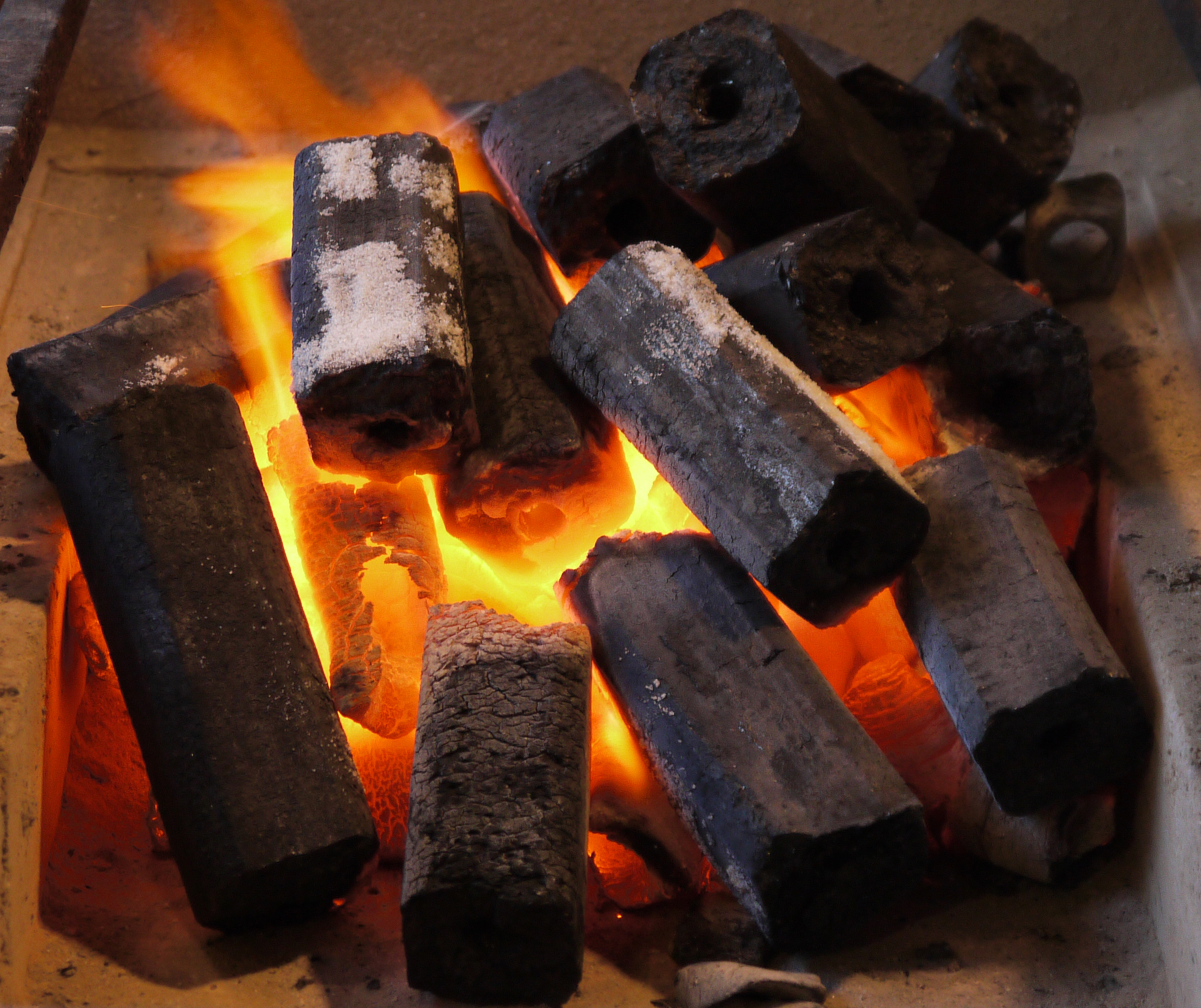
Ogatan, pedaços de carvão japonês feitos de serragem.

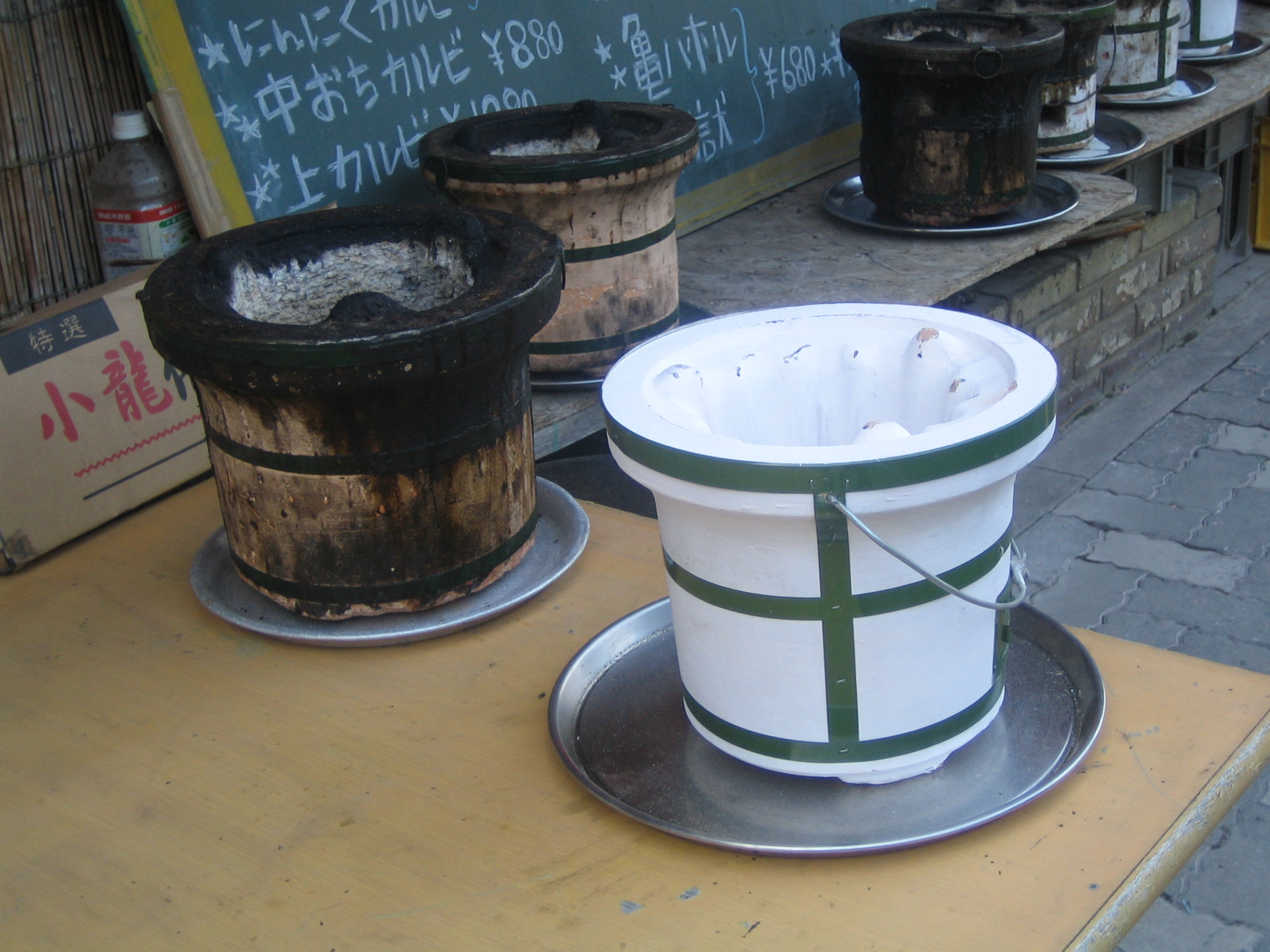
Shichirin, churrasqueira japonesa.

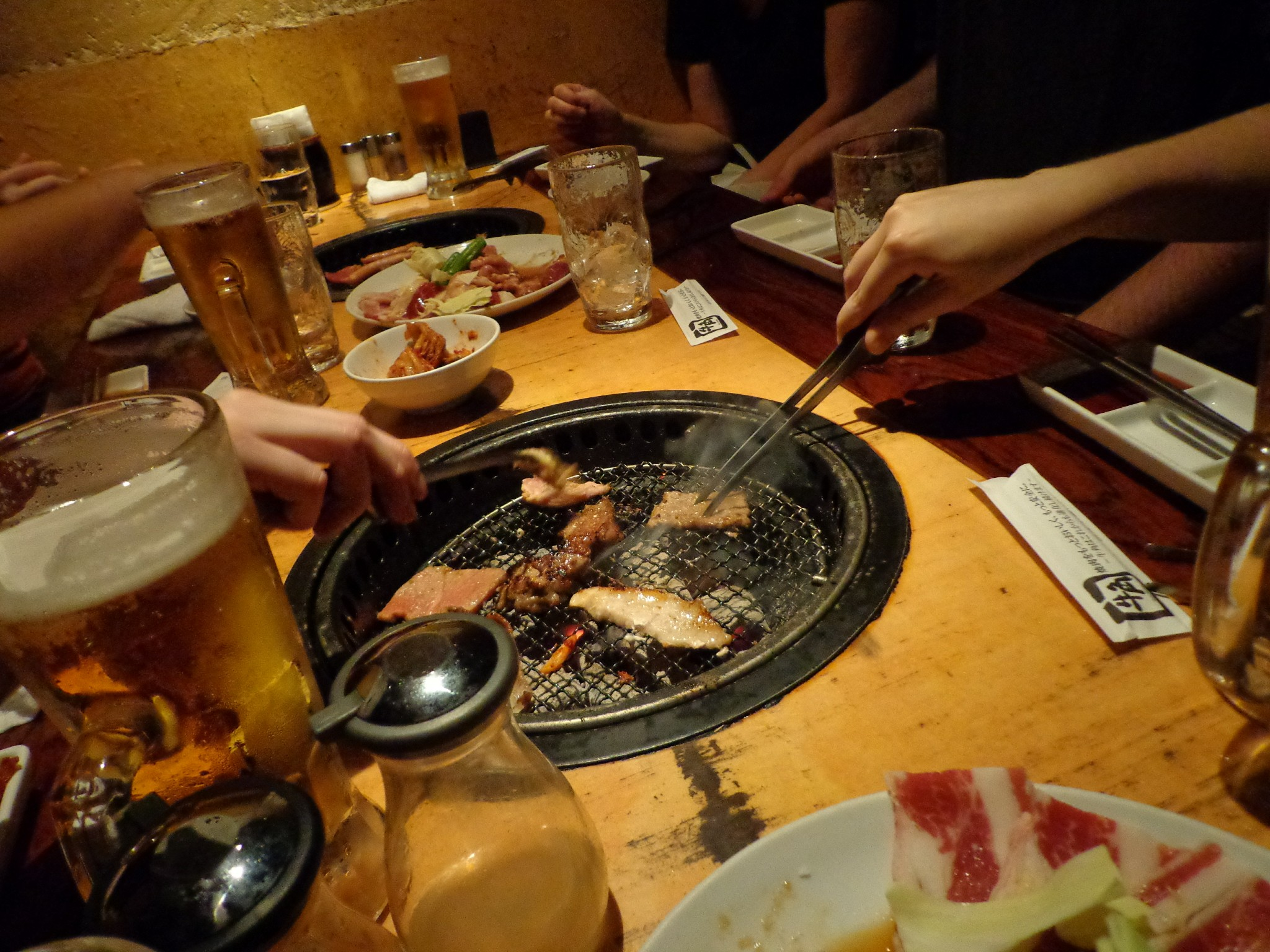

Os ingredientes típicos mais conhecidos são:
- Carne bovina
  - Rōsu – fatias de lombo
  - Karubi ou baraniku – costelas. Da palavra coreana "galbi". No Japão, ele é normalmente servido sem ossos, ao menos que ele seja especificado como hone-tsuki-karubi.
  - Harami – carne macia em torno do diafragma.
  - Tan – carne da língua. Da palavra inglesa "tongue". Muitas vezes servido com cebola gaulesa picada, sal e suco de limão.
  - Misuji – carne macia em torno do joelho.
- Porco
  - Butabara – barriga de porco.
  - P-toro / Tontoro – carne gordurosa em torno do rosto e do pescoço. Da palavra "Pork toro".
- Horumon ou motsu - Vísceras.
  - Rebā - fígado bovino. Da palavra alemã "Leber".
  - Tetchan - intestino. Da palavra chinesa "大肠" (da chang). Pode ser simplesmente chamada como horumon.
  - Hatsu - coração. Da palavra inglesa "heart".
  - Kobukuro – Útero de porco. Apreciado por sua textura cartilaginosa.
  - Tēru - Da palavra inglesa "tail". Fatias da cauda cortadas transversalmente, com ossos.
  - Mino / Hachinosu - tripa bovina
  - Gatsu – Estômago do porco. Da palavra inglesa "gut"
- Frango
- Frutos do mar – lula, marisco, camarão.
- Verduras – pimentão, cenoura, shiitake e outros cogumelos, cebolas, repolho, berinjela, broto de feijão (moyashi), alho e polpa de kabocha são comuns.

## Dia do Yakiniku
Em 1993, a Associação de Yakiniku de Todo o Japão proclamou o dia 29 de agosto como "Dia Oficial do Yakiniku" (yakiniku no hi), uma forma de goroawase (jogos de números), visto que a data 8月29 pode ser  (mais ou menos) lida como ya-(tsu)ki-ni-ku (8 = ya, 2 = ni, 9 = ku).